# Dark romance
La dark romance (« romance sombre ») est un sous-genre littéraire apparu dans les années 2010 et devenu très populaire dans les années 2020.
Sous-genre de la littérature sentimentale, elle entre dans la catégorie des romances « interdites », mettant en scène des relations parfois condamnées par la morale ou par la loi. Dans ce genre littéraire à la frontière entre amour, désir et violence, l’auteur joue avec les limites de la morale et le franchissement de l’interdit. Ce genre devenu très populaire en France auprès d'un public féminin souvent très jeune, notamment via la saga Captive de Sarah Rivens, soulève de nombreuses questions et polémiques, notamment à partir de 2023.

## Histoire du sous-genre

### Origines
Issu de la romance, le succès de la romance érotique et SM de Cinquante Nuances de Grey à partir de 2012 semble un élément déclencheur pour la naissance du sous-genre. Encore plus tôt, Histoire d'O, publié en 1954, est cité comme une des influences du genre.

#### Aux États-Unis
Née en 2013 aux États-Unis d’abord par le biais de l’auto-édition avec les séries Monsters in the Dark de Pepper Winters (en)ou The Artists Trilogy de Karina Halle, le succès de ce sous-genre lui a permis d’être rapidement repris par plusieurs maisons d’éditions américaines importantes, telles que Random House et Grand Central.[réf. nécessaire]

#### En France
Si quelques titres sont parus en France, tels que Captive in the Dark, le diptyque de C.J. Roberts publié en 2015 chez Pygmalion, il faut attendre 2017 pour que les premiers titres se revendiquant ouvertement de ce genre paraissent, sous l’impulsion de la collection &H qui publie Dark Romance, de Penelope Douglas. Il n'est à l'époque qu'un sous-genre parmi de nombreux sous-genres émergents. Laurence Houot l'évoque ainsi sur France Info, le 6 avril 2017 : « Young adult, dark romance, New adult : littérature ou marketing ? Enquête au salon Livre Paris. »
En France, peu d’auteurs de dark romance sont célèbres. À part Sarah Rivens, autrice de la trilogie Captive, très peu d’auteurs français sont mis en avant. Le genre a été rendu célèbre plus par les traductions des romans britanniques et américains que par des romans français. Les autrices les plus connues en France sont notamment Rebecca Lighieri (pseudonyme d'Emmanuelle Bayamack-Tam), Penelope Douglas ou encore Cynthia Havendean.

### Explosion via les réseaux sociaux, l'autoédition puis dans l'édition

#### Les différentes plateformes
À partir de la fin des années 2010, le genre devient très populaire grâce au vecteur des réseaux sociaux, et notamment sur Wattpad, la communauté BookTok sur TikTok,, et Bookstagram sur Instagram .

#### L'auto-édition et l'édition
De nombreux auteurs et autrices, lorsque leur publication numérique rencontre du succès, passent par l'auto-édition. Puis, revendent parfois leurs droits à des maisons d'éditions.
Le succès commercial de ce sous-genre engendre indirectement une hausse des lectures en anglais dans le texte.

#### Le phénomèneCaptivede Sarah Rivens

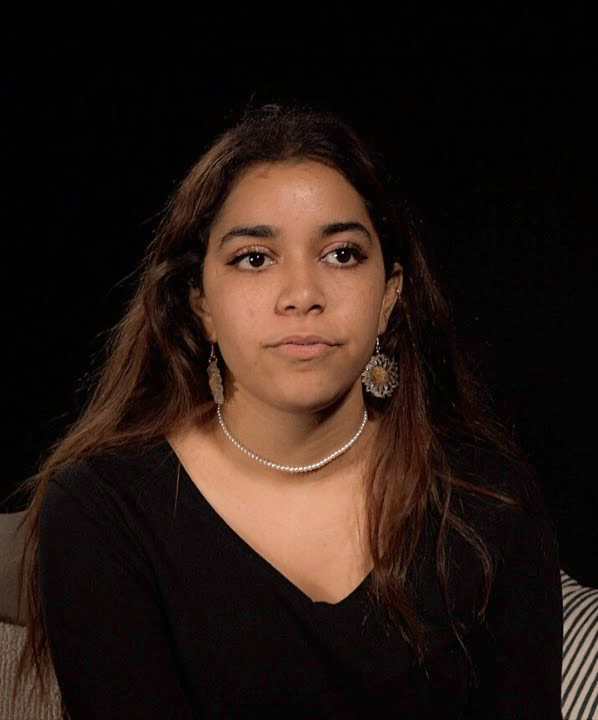
Sarah Rivens, 2022.

L'écrivaine algérienne Sarah Rivens, connue sous le pseudonyme de theblurredgirl sur les réseaux sociaux, et en particulier sur Wattpad, connaît un énorme succès avec sa trilogie saga Captive, issue du genre de la dark romance. Elle devient l'auteure algérienne la plus lue de l’histoire et demeure plusieurs mois en tête des ventes de livres en France.
Entre fin 2020 et début 2021, en pleine pandémie de Covid-19, un buzz important se crée sur les réseaux sociaux, en particulier sur TikTok avec le hashtag #captiveWattpad. La saga attire rapidement plus de 9 millions de lecteurs sur Wattpad. La maison d'édition HLAB (Hachette Livre) remarque ce succès et signe un contrat d'édition avec Sarah Rivens pour produire les tomes suivants.
Traduite en dix langues, la série connaît un grand succès commercial, avec une forte croissance des ventes. La sortie en version papier du premier tome est prévue pour fin août 2022, avec un tirage important de 10 000 exemplaires. Dès la première journée de vente, le roman est en rupture de stock. En avril 2023, la trilogie Captive s'est déjà vendue à plus de 350 000 exemplaires en version papier et à 50 000 exemplaires en version numérique. Les ventes continuent à un rythme de plus de 5 000 exemplaires par semaine. Fin mai 2023, elle est en tête des ventes de livres depuis trente-sept semaines, devant Louis-Ferdinand Céline et Stephen King. Plus d'un demi-million d'exemplaires ont été imprimés et sont disponibles en magasin. En revanche, en Algérie, le grossiste chargé d'importer la trilogie n'a toujours pas été homologué par les autorités.
Cette histoire d'amour violente passionne en particulier de jeunes lectrices utilisatrices des réseaux sociaux.

## Classification et thématiques
Sous-genre de la littérature sentimentale, la dark romance entre dans la catégorie des romances « interdites » mettant en scène des relations parfois condamnées par la morale ou par la loi.
Ce mouvement connaît tout un spectre d'œuvres pouvant se différencier par leurs contenus légers aux contenus les plus gores. Il existe l'exemple de la série de livres Twisted d'Ana Huang qui prend un aspect plus comique. Au contraire, d'autres œuvres telle La Traque d'Adeline (Hunting Adeline) de H. D. Carlton sont jugées plus sombres car parlant de groupes mafieux, de torture et de meurtres. Le genre n'est pas à confondre avec le romantisme noir. Ce genre connaît de nombreux détracteurs au sein du monde de la romance (des autrices aux lectrices) et beaucoup considèrent qu'il usurpe le terme romance. En effet, certains romans de dark romance ne proposent pas de fin heureuse, qui est pourtant un élément fondamental du genre.
Dans le prolongement de la romance New Adult, la dark romance met en scène des adultes de tous âges, mais principalement des jeunes adultes, effectuant leurs études ou débutant dans la vie active. Les critères communs à ces récits sont le personnage du héros masculin souvent toxique et incarnant l'archétype du mâle alpha, ainsi que le trope enemies to lovers aussi populaire dans les autres types de romance.
Les thématiques traitées sont toutefois différentes, portant sur des aspects plus sombres, notamment la vengeance, le pardon, et les traumatismes psychologiques issus d'enfances difficiles, ce qui rapproche ce genre du drame psychologique,. Dans ce genre littéraire à la frontière entre amour, désir et violence, l'auteur joue avec les limites de la morale et le franchissement de l'interdit. Le récit se déroule bien souvent sous forme de huis clos où se déroulent l’intrigue et la naissance de sentiments entre les deux protagonistes.
Dans la dark romantasy, dont les thèmes sont analogues à la dark romance contemporaine tout en leur offrant la liberté d'une société parfois dépourvue de la même morale que le monde contemporain, le genre fantasy se mêle à la dark romance. Les univers varient, allant du monde des vampires aux univers oniriques, offrant une liberté scénaristique totale.
Les auteurs de dark romance avertissent souvent leurs lecteurs en début de livre par des trigger warning, afin de les prévenir sur les sujets lourds et polémiques que pourrait comporter leur fiction.

## Réactions et controverses
Le genre est questionné et suscite des polémiques, et interroge de nombreux médias à partir de 2023,,,,, face au succès commercial qu'il rencontre, auprès d'un public féminin et jeune,.

### Critiques
De nombreux articles voient dans le succès de ce sous-genre un recul de l'égalité hommes femmes, et lui reprochent de banaliser les relations toxiques, à l'instar d'Elsa Mittelette. D'autres se demandent s'il s'agit d'« une manière de "glamouriser" le viol ? »
Zoé Grandjacques dans Madame Figaro estime que « ce genre littéraire érotise sans complexe la maltraitance, le kidnapping, la torture, ou encore le viol. » Julie Rambal argumente de la même manière dans Le Temps. Marianne Meunier, dans La Croix, y voit « des histoires d’amour malsaines plébiscitées par de jeunes lectrices. »
Dans L'Humanité, Mathieu te Morsche décrit le succès énorme de ce genre auprès de femmes et filles très jeunes et évoque un « syndrome de Stockholm ». Camille Emmanuelle, dans Marianne, questionne : « Rendre sexy des hommes dangereux, n’est-ce pas problématique ? » La même autrice, dans Ouest-France, parle de culture du viol,.

### Positions plus nuancées
Lucie Ronfaut-Hazard relativise et tempère ces critiques. Elle estime notamment que le débat est plus ancien et caricature souvent la représentation du désir féminin. Elle écrit ainsi : « Pour autant, la frontière est fine entre les remarques constructives et le mépris pour des pratiques qui ne nous sont pas destinées, dont on entend soudainement parler à cause de leur récupération commerciale. »
Dans son blog, Roni Loren émet la position suivante : « Les frontières de la morale sont floues. Ce sont des personnages avec lesquels vous ne voudriez pas avoir d’ennuis dans la vraie vie, mais c’est ce qui rend la lecture de leurs aventures si intéressante. »
Serge Hefez estime quant à lui que « la dark romance propose un exutoire à la complexité de la sexualité. »
Magali Bigey, chercheuse et maître de conférences en sciences de l'information et de la communication déclare : « Le discours ambiant et la société anxiogène dans laquelle vivent les jeunes aujourd'hui, faits d'injonctions paradoxales, amènent selon certaines jeunes lectrices à chercher l'évasion dans la dark romance. Beaucoup d'entre elles cherchent des lectures qui provoquent des émotions, et cherchent des émotions de plus en plus fortes : les lectures de Dark Romances amènent ces émotions fortes et contradictoires. »
Magali Bigey travaille sur le sujet depuis 2023, elle confirme entre autres la recherche d'intensité émotionnelle du jeune lectorat dans un article pour The Conversation  et éclaire la question pour Marie Sorbier dans Point Culture de France Culture  . Elle ajoute « Les lectrices abordent la dark romance avec de la distance. Elles font complètement la différence entre ça et la réalité, tout comme elles font la différence entre la romance classique et la réalité. » puis «Pour les jeunes qui lisent ça aujourd'hui, #MeToo, c'est un truc de boomers. Ce n'est pas qu'elles s'en fichent, mais cela s'est passé quand elles avaient 8 ou 9 ans. Et elles sont pleinement conscientes de ce qu'est le consentement. Il y a même une jeune qui m'a dit de manière très claire: “Moi, c'est mon curseur. Si mon mec commence à se comporter comme le héros avec l'héroïne, j'arrête net.”».